# 데미타스
데미타스(←프랑스어: demitasse 드미타스[*]. 반(demi) 컵(tasse)이라는 뜻), 터키 커피나 에스프레소를 제공할 때 쓰는 컵이다.
이것의 용량은 일반적으로 60~90 ml (2~3 fl oz)이며, 이는 커피 컵의 절반 크기이다('커피 한 컵(a tasse à café)'의 양은 120 ml (4 fl oz)이다). 일반적으로 데미타스는 흰색 도자기로 만들어지며, 같은 색의 받침과 함께 만들어지는데, 일부 커피점이나 중국 회사들은 화사하게 장식된 종류를 생산하기도 한다. 또한 금속 프레임에 유리잔으로 구성된 종류의 데미타스도 있다.